# Aligia lutea
Aligia lutea är en insektsart som beskrevs av Hepner 1939. Aligia lutea ingår i släktet Aligia och familjen dvärgstritar. Inga underarter finns listade i Catalogue of Life.